# Enola Gay (píseň)
„Enola Gay“ je protiválečná skladba britské synthpopové skupiny Orchestral Manoeuvres in the Dark (OMD). Je také jediným singlem z jejich alba Organisation.
Napsal ji Andy McCluskey a je adresována atomovému bombardování města Hirošima 6. srpna 1945 během poslední fáze druhé světové války. Zmiňuje tři složky tohoto útoku: letadlo Boeing B-29 Superfortress (Enola Gay), nesoucí jadernou bombu Little Boy, která byla shozena na město Hirošima v 8:15 místního času.
„Enola Gay“ se stala jednou z nejznámějších popových skladeb. Kritik Ned Raggett pro AllMusic zhodnotil skladbu jako „ohromující ...úplná popová klasika, čistá, upřímná, vzrušující a přesvědčivá, nemluvě o její chytlavosti a brilantnímu složení.“ Jeho kolega Dave Thompson ji označil jako „perfektní a fantastickou synth-dance-popovou skladbu.“ Web MusicRadar ji v roce 2009 zahrnul do seznamu „The 40 Greatest Synth Tracks Ever“, přičemž poznamenal, že „obsahuje několik z nejlepších syntezátorových refrénů všech dob.“ Skladba byla také vybrána rádiem BBC k použití pro zahajovací ceremoniál Letních olympijských her 2012 v Londýně.
V době kdy byla vydána jako singl byla posluchači, kteří neměli mnoho znalostí o bombardování Hirošimy, špatně vnímána, a považovali skladbu jako mystickou identifikaci skupiny za homosexuální. Také byla skladba zakázána v populárním programu Swap Shop televize BBC One kvůli strachu, že bude mít špatný sexuální vliv na děti. I přesto měla velký úspěch s prodejem více než 5 milionů kopií singlu. Skladba byla hitem v mnoha zemích, přičemž dosáhla 1. místo v žebříčcích ve Francii, Itálii a Portugalsku.

## Složení
Typicky pro prvotní kompozice skupiny OMD nefiguruje v skladbě vokální refrén, ale silný a výrazný syntezátorový refrén a jednoznačný lyrický obsah.

## Název
Skladba je pojmenována po letadle Enola Gay, bombardéru USAAF Boeing B-29 Superfortress, který nesl jadernou bombu Little Boy. Little Boy byla první jaderná bomba použitá ve válce, přičemž byla shozena na japonské město Hirošima 6. srpna 1945. Zabila více než 100 000 obyvatel města. Název samotného bombardéru byl vybrán jeho velícím pilotem, plukovníkem Paulem Tibbetsem, který ho nazval po své matce Enole Gay Tibbetsové (1893–1983). Jeho matka dostala toto jméno podle novely Enola; or, Her fatal mistake od Mary Young Ridenbaugh.

## Seznam skladeb

### Původní vydání (1980)
| Pořadí | Název     | Délka |
| ------ | --------- | ----- |
| 1.     | Enola Gay | 3:33  |

| Pořadí | Název | Délka |
| ------ | ----- | ----- |
| 1.     | Annex | 4:33  |

12 "singl obsahuje stejné skladby jako 7" singl.

### 2003 remix (12″)
| Pořadí | Název                              | Délka |
| ------ | ---------------------------------- | ----- |
| 1.     | Enola Gay (Dancefloor Killa Remix) | 9:02  |

| Pořadí | Název                  | Délka |
| ------ | ---------------------- | ----- |
| 1.     | Enola Gay (Dub Remix)  | 3:05  |
| 2.     | Enola Gay (Radio Edit) |       |

## Pozice v žebříčcích
| Žebříček (1980–1981)                  | Vrcholové pozice |
| ------------------------------------- | ---------------- |
| Austrálie (Kent Music Report)         | 47               |
| Francie (IFOP)                        | 1                |
| Irsko (IRMA)                          | 14               |
| Nový Zéland (RIANZ)                   | 31               |
| Portuguese Singles Chart              | 1                |
| Spojené království (UK Singles Chart) | 8                |
| Španělsko (AFE)                       | 1                |
| Švýcarsko (Schweizer Hitparade)       | 2                |
| Itálie (FIMI)                         | 1                |
| USA Billboard Hot Dance Club Play     | 34               |